# Leonid Perwomajskyj

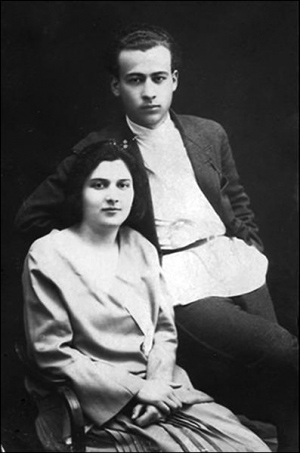
Leonid Perwomajskyj mit seiner Frau 1927

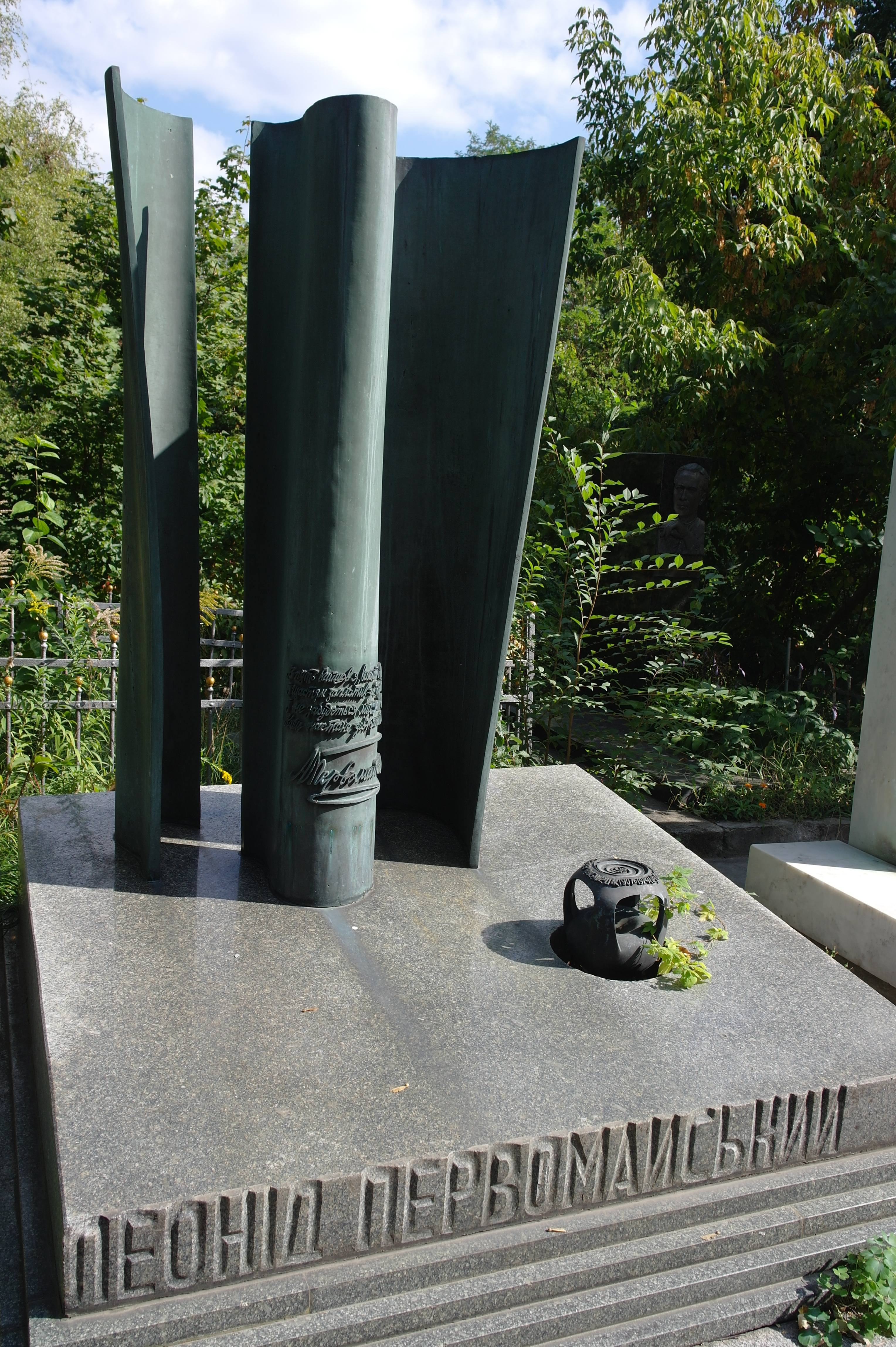
Grabstätte von L. Perwomajskyj auf dem Baikowe-Friedhof

Leonid Solomonowytsch Perwomajskyj (ukrainisch Леонід Соломонович Первомайський, russisch Леонид Первомайский Leonid Perwomaiski, Geburtsname Ілля Шльомович Гуревич Illja Schljomowytsch Hurewytsch/Илья Шлёмович Гуревич Ilja Schljomowitsch Gurewitsch; * 4. Maijul. / 17. Mai 1908greg. in Konstantinograd, Gouvernement Poltawa, Russisches Kaiserreich; † 9. Dezember 1973 in Kiew, Ukrainische SSR) war ein ukrainischer Dichter, Schriftsteller, Dramatiker, Literaturkritiker und Übersetzer.

## Leben
Leonid Perwomajskyj kam als Sohn eines Buchbinders in Konstantinograd (Константиноград), dem heute im Westen der ukrainischen Oblast Charkiw gelegenen Krasnohrad zur Welt und ging dort zur Schule. Ab 1922 arbeitete er zunächst in einer Zuckerfabrik und dann als Bibliothekar und Leiter eines Lesesaals in Satschepyliwka. Von 1925 an arbeitete er in einem Arbeiterclub in Lubny und wechselte anschließend als Redakteur zur Lokalzeitung Krasnaja Lubenschtschina (Красная Лубенщина), in der er seine Aufsätze, Artikel und Gedichte publizieren konnte.
Nachdem er 1926 nach Charkiw umgezogen war, wurde er dort in der Redaktion der Kinderzeitschrift Krasnyje zwety (Krasnyje zwety) tätig und Mitglied des Literaturvereins Molodnjak (Молодняк). In den Jahren von 1926 bis 1928 publizierte er zehn separate Ausgaben seiner Geschichten und Romane und 1929 publizierte er seinen ersten Gedichtband Terpki jabluka (Терпкі яблука). Sein erstes Bühnenstück Kommoltsi (Der Beginn des Lebens) erschien 1930.
Während des Deutsch-Sowjetischen Krieges war Perwomajskyj Militärkorrespondent bei der Prawda und beschrieb die Heldentaten des Krieges im philosophischen Roman Wilder Honig (Dykyj med Дикий мед). Von 1943 an war er Mitglied der KPdSU. Seine besten Gedichte und Prosa schrieb er in poststalinistischer Zeit.
Perwomajskyj übersetzte zudem Werke aus dem Deutschen, Tschechischen und Ungarischen von Heinrich Heine, Sándor Petőfi, Julius Fučík, Michail Lermontow, Wladimir Majakowski, François Villon, Nezami, sowie Balladen slawischer und anderer Völker ins Ukrainische.
Er lebte im Rolit-Haus in Kiew. Dort starb er 65-jährig und wurde auf dem Baikowe-Friedhof bestattet.

## Ehrungen
Perwomajskyj erhielt zahlreiche Orden und Ehrungen. In seinem Geburtsort befindet sich ein Museum und an seinem Geburtshaus wurde eine Gedenktafel angebracht. In Kiew ist seit 1974 eine Straße nach ihm benannt.
- Stalinpreis 2. Klasse (1946)
- Rotbannerorden (13. September 1943)[9][4]
- Orden des Vaterländischen Krieges 1. Klasse[4]
- Orden des Roten Banners der Arbeit (28. Oktober 1967)[9]
- Ehrenzeichen der Sowjetunion (24. November 1960)[9]